# Salir do Porto
Salir do Porto est une freguesia portugaise du district de Leiria située dans la sous-région de l’Ouest.
Avec une superficie de 9,91 km2 et une population de 770 habitants (2001), la paroisse possède une densité de 77,7 hab/km2.